# Гомерздорф
Гомерздорф (фр. Gommersdorf) насеље је и општина у источној Француској у региону Алзас, у департману Горња Рајна која припада префектури Алткирх.
По подацима из 2011. године у општини је живело 361 становника, а густина насељености је износила 86,99 становника/km². Општина се простире на површини од 4,15 km². Налази се на средњој надморској висини од 305 метара (максималној 326 m, а минималној 287 m).

## Демографија
| 1962. | 1968. | 1975. | 1982. | 1990. | 1999. | 2011. |
| ----- | ----- | ----- | ----- | ----- | ----- | ----- |
| 265   | 268   | 348   | 344   | 365   | 375   | 361   |

График промене броја становника у току последњих година